# Monte San Valentín
O Monte San Valentín é uma montanha ultraproeminente dos Andes, situada na Patagónia, sul do Chile. Tem 4058 m de altitude e 3696 m de proeminência topográfica.
Há alguma confusão quanto à sua verdadeira altitude no topo. Um grupo francês que subiu ao topo em 1993 registou uma altitude de 4080±20 m usando GPS., enquanto em 2001 um grupo chileno mediu 4070±40 m, também com GPS. Dados SRTM e ASTER GDEM também apontam para mais de 4000 m de altitude. Porém, o IGM chileno indica apenas 3910 m. O cume é uniformemente branco, o que cria problemas aos cartógrafos.
É a mais alta montanha a sul da latitude 37°S fora da Antártida. Fica na parte norte e na cabeceira do Campo de gelo do norte da Patagónia, entre o lago General Carrera e a lagoa San Rafael, na Região de Aysén del General Carlos Ibáñez del Campo.
O glaciar que cobre o monte San Valentín é o mais alto da região (3900 m de altitude), e ao ter forma de planície, é ideal para estudar alterações climáticas (paleoclimatologia) mediante a perfuração do gelo, sendo assim importante destino para expedições científicas.

## Ligações externas

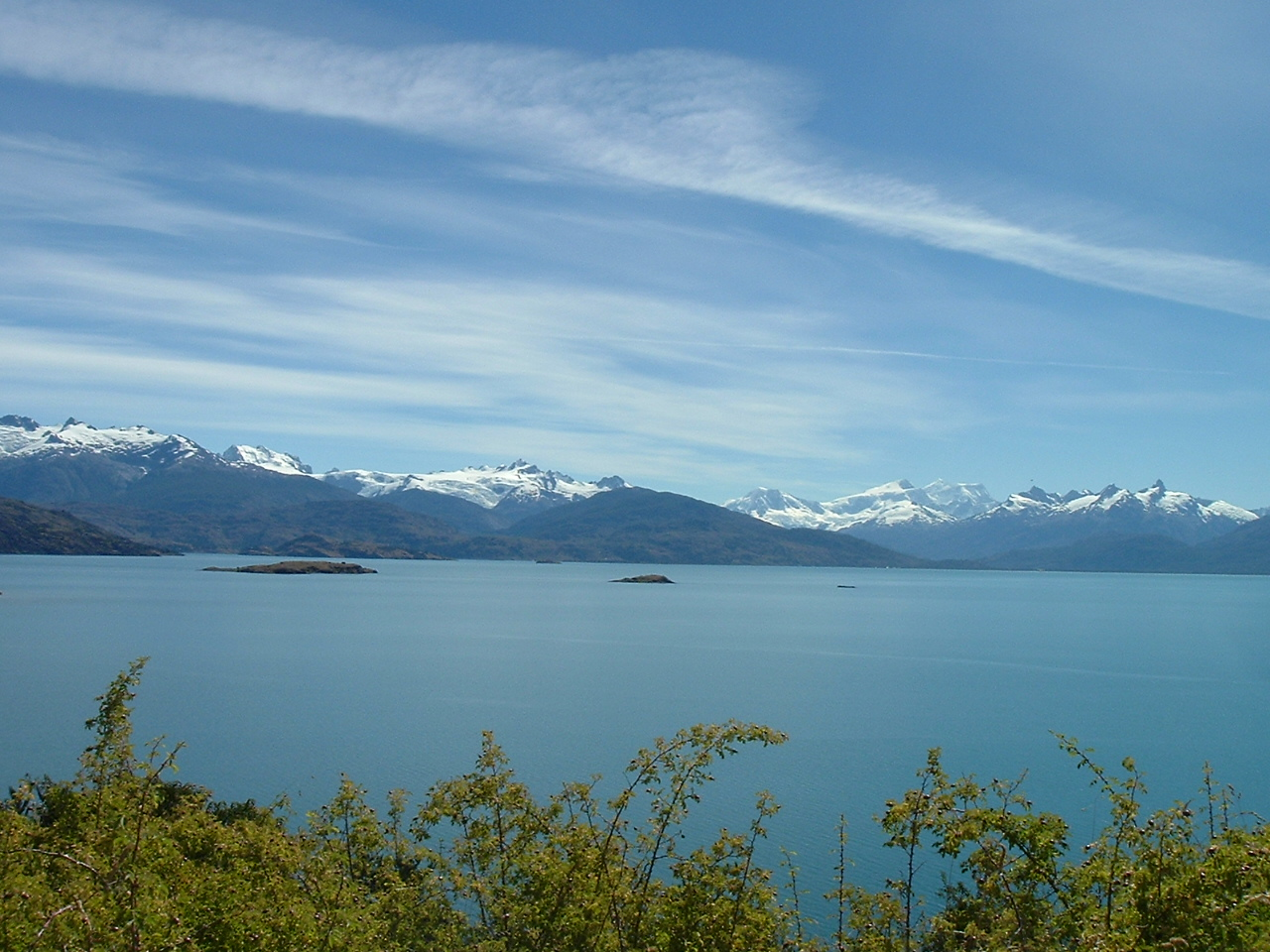
Monte San Valentin.